# Sarapiquí (tổng)
Sarapiquí là một tổng trong tỉnh Heredia, Costa Rica. Tổng này có diện tích 2140,54 km², dân số năm 2008 là 54537 người..